# Versioni di Fedora
Questa pagina contiene la lista delle versioni di Fedora, una distribuzione GNU/Linux curata dal Progetto Fedora, un progetto Open Source sponsorizzato (ma non direttamente supportato) da Red Hat e supportato dalla community.
Si noti che il ciclo di vita di ogni versione è di circa 6 mesi; viene inoltre indicata la versione dell'ambiente desktop GNOME al rilascio - naturalmente ciò è riferito alla versione Workstation e ai pacchetti disponibili nei repository ufficiali.

## Cronologia

### Fedora Core 1
Fedora Core 1 (Yarrow), la prima versione di Fedora è stata pubblicata il 6 novembre 2003. Fedora Core 1 si basava su Red Hat Linux 9 e funzionava sulla versione 2.4.19 del Kernel linux, con la versione 2.4.0-1 del desktop GNOME, e la versione 3.1.4-6 di KDE. Non è più mantenuta dal Fedora Project.

### Fedora Core 2
Fedora Core 2 (Tettnang) è stata pubblicata il 18 maggio 2004. È stata la prima versione di Fedora ad includere la versione 2.6 del Kernel linux che includeva alcuni miglioramenti in termini di usabilità, stabilità e velocità. È stata anche la prima versione di Fedora ad includere SELinux, una versione impostata sulla sicurezza di Fedora; comunque SELinux era disattivato per default perché alterava il funzionamento di Fedora (nelle versioni successive di Fedora, SELinux è attivato per default). In Fedora Core 2, XFree86 è stato sostituito col più nuovo X.org, evoluzione del precedente X11R6 (XFree86 4.4.0rc2), con l'aggiunta di alcuni aggiornamenti per Xrender, Xft, Xcursor, fontconfig libraries, ed altri miglioramenti significativi. Fedora Core 2 non è più mantenuta dal Fedora Project.

### Fedora Core 3
Fedora Core 3 (Heidelberg) è stata pubblicata l'8 novembre 2004. questa versione di Fedora Core includeva il browser Mozilla Firefox. Red Hat ha anche aggiunto il supporto per le lingue indiane e l'Helix Media Player. È stato usato il Lilo boot loader (poi rimosso con Fedora Core 4).SELinux è stato abilitato di default con un controllo meno intrusivo che nel Fedora Core 2. Fedora Core 3 è stata usato con la versione 2.6 del Kernel Linux, la versione 2.8 dell'ambiente desktop GNOME e la versione 3.3 di KDE (K Desktop Environment). Non è più mantenuta dal Fedora Project.

### Fedora Core 4
Fedora Core 4 (Stentz) è stata pubblicata il 13 giugno 2005. Non è più mantenuta dal Fedora Project. In questa versione, Red Hat ha introdotto Clearlooks come il tema default. È stato anche introdotto Xen, un sicuro ed efficiente open source framework per la virtualizzazione.

### Fedora Core 5
Fedora Core 5 (Bordeaux) è stata pubblicata il 20 marzo 2006. Fedora Core 5 è stata la prima versione di Fedora ad includere Mono e strumenti come Beagle (un'interfaccia di ricerca desktop), F-Spot (una utility per manipolare le foto), e Tomboy (un'applicazione di annotazione). Ha anche introdotto strumenti di controllo come pup (una semplice interfaccia per gli aggiornamenti) e Pirut (acronimo diPackage Installer, Remover, Updater Tool, un nuovo package manager che ha sostituito "system-config-packages"). Fedora Core 5 ha anche introdotto il tema "Fedora Bubbles". È stata anche la prima versione di Fedora a non includere (mantenendo però compatibilità) LinuxThreads, sostituiti dalla Native POSIX Thread Library. Quindi la variabile di ambiente LD_ASSUME_KERNEL non funzionerà più. Core 5 non è più mantenuta dal progetto Fedora.

### Fedora Core 6
Fedora Core 6 (Zod) è stata pubblicata il 24 ottobre 2006. È correntemente aggiornato dal progetto Fedora.
Nel Fedora Core 6, il Fedora Project ha usato il tema "Fedora DNA", ha introdotto Compiz (un manager di composizione finestre per X Window System) e AIGLX (una estensione per Xorg che abilita effetti grafici accelerati con GL sul desktop). Secondo il Fedora Project, ci sono più di 6 milioni di utenti che usano Fedora Core 6. Il nome Zod viene dal rivale di Superman da Superman DC Comic Books. Fedora Core 6 include OpenOffice.org 2.0, una versione di office open-source mantenuta dalla Sun. Il browser Web è Mozilla Firefox 1.5. Questa versione include Smolt, uno strumento che permette agli utenti di informare gli sviluppatori sull'hardware che usano.

### Fedora 7
Fedora 7 (Moonshine) è stata pubblicata il 31 maggio 2007, cambiando nome da "Fedora Core" a "Fedora". La più grande differenza rispetto alla precedente versione, Fedora Core 6, sono l'evoluzione di Core ed Extras e la nuova versione di Pirut che risolve i difetti presenti nelle versioni 5 e 6 (in queste versioni di Fedora Core, non si riusciva a installare software dal DVD, ma solo da Internet). Questa versione usa strumenti completamente nuovi che abilitano la costruzione di versioni di Fedora completamente personalizzabili che possono anche includere pacchetti da parti terze. Strumenti come pungi, livecd-creator, e revisor permettono ciò. Questi strumenti supportano funzioni come LiveCD, LiveUSB keys, e DVD installabili. Inoltre, Fedora 7 è la prima distro a includere il driver 3D sperimentale "nouveau", specifico per le schede grafiche nVidia.
Questi strumenti sono stati usati per creare nuove varianti di Fedora. La versione ufficiale del Fedora Project comprende Live CDs (uno per GNOME e uno per KDE) che garantiscono un ambiente Desktop. Esiste anche una variante chiamata "Fedora" che va su DVD e garantisce un set di pacchetti utili per una workstation o un ambiente di sviluppo. Infine c'è una versione detta "Everything" che è una mappa di installazione per yum, che contiene tutti i pacchetti del Fedora Project.
Mentre il Cambio utente rapido era possibile con versioni precedenti di Fedora, adesso è abilitato per default Fedora 7 e nuovi i utenti creati avranno un'applet per il cambio utente nel pannello desktop.
Un'altra importante funzione di Fedora 7 l'inclusione della versione 2.18 di GNOME.

### Fedora 8
Fedora 8 (Werewolf) è stata pubblicata l'8 novembre 2007, con alcune novità importanti come l'inclusione di KDE 3.5.8 (l'ambiente di sviluppo KDE 4 beta è disponibile tramite repository), GNOME 2.20, OpenOffice.org 2.3, Compiz Fusion, l'introduzione del server sonoro PulseAudio. Per la prima volta in assoluto ha fatto la sua comparsa IcedTea, il progetto sviluppato principalmente da Sun e Red Hat per creare una distribuzione completamente libera della Sun JRE. Grazie ad essa è possibile avere una Java Virtual Machine completamente libera installata di default.
Sono state introdotte alcune utility grafiche di ottima fattura per configurare il firewall e per creare nuove policy di SELinux.
Un elenco più completo delle novità introdotte con la versione 8 può essere trovato  Archiviato il 10 settembre 2008 in Internet Archive..

### Fedora 9
Fedora 9 (Sulphur) è stata pubblicata il 13 maggio 2008.
Alcune delle nuove funzionalità di Fedora 9 includono:
- GNOME 2.22;
- KDE 4 è incluso ed è l'interfaccia predefinita del spin KDE;
- OpenJDK 6 sostituisce IcedTea;[4][5]
- ext4 è supportato;
- PackageKit è incluso come front-end a yum, in sostituzione del gestore dei pacchetti predefinito (attualmente Pirut).
- One Second X permette a X di accettare i clients nel giro di un secondo.
- Vari miglioramenti all'installatore Anaconda.[6] Tra l'altro ora supporta il ridimensionamento delle partizioni ext2, ext3 e NTFS, e può creare ed installare Fedora su una partizione criptata.
- Firefox 3.0 beta 5 è incluso in questa versione;
- Perl 5.10.0, che ha, tra gli altri miglioramenti, un minor consumo di memoria;
- Il pacchetto swfdec, che decodifica e renderizza animazioni e filmati flash, viene ora installato come impostazione predefinita.

### Fedora 10
Fedora 10 (Cambridge) è stata pubblicata il 25 novembre 2008.
In questo rilascio di Fedora Linux si abbandona RHGB, usando il bootloader Plymouth, che velocizza l'avvio e lo rende più elegante in presenza di una scheda video compatibile con il KMS (acronimo di Kernel Mode Setting).
Inoltre viene migliorato il supporto a stampanti e webcam.
Nella versione DVD è incluso il desktop manager LXDE.
Infine in tutte le versioni di Fedora 10 sono migliorate le performance e aggiornati i software inclusi.
Con KDE viene incluso KPackageKit, la versione Qt di PackageKit.
Altre caratteristiche:
- Supporto per il file system ext4
- Sugar Environment
- L'ambiente desktop LXDE (LXDE Spin)
- GNOME 2.24
- KDE 4.1 (KDE Spin)
- OpenOffice.org 3.0

### Fedora 11
Fedora 11 (Leonidas) è stata pubblicata in versione stabile il 9 giugno 2009.
Alcune delle nuove funzionalità di Fedora 11 includono:
- KDE 4.2
- GNOME 2.26
- Xfce 4.6
- OpenOffice.org 3.1.0
- Uso predefinito del file system ext4[9]
- Avvio più veloce (20 secondi)
- Kernel mode-setting per schede NVIDIA tramite il driver Nouveau
- Uso di fprint per i lettori di impronte digitali

### Fedora 12
Fedora 12 (Constantine) è stata pubblicata dal team il 17 novembre 2009
Caratteristiche:
- Kernel 2.6.31
- GCC 4.4
- Gnome 2.28
- KDE 4.3
- Pacchetti compilati per l'architettura i686
- Supporto alle webcam migliorato (Cheese)
- Supporto sperimentale all'accelerazione 3D sulle schede ATI R600/R700
- X server 1.7 con supporto a Multi-Pointer X (MPX)
- Nuovo algoritmo di compressione (XZ, nuovo formato LZMA) nei pacchetti RPM

### Fedora 13
Fedora 13 (Goddard) è stata pubblicata il giorno 25 maggio 2010.
Caratteristiche:
- Kernel 2.6.33
- GCC 4.4.3
- Gnome 2.30
- KDE 4.4
- Installazione automatica dei driver per la stampante
- Installazione automatiche dei pacchetti per la lingua
- Supporto sperimentale per l'accelerazione 3D per alcune schede video NVIDIA
- Ripristino totale nel sistema per il file system Btrfs
- Integrazione di PulseAudio in KDE
- Interfaccia a riga di comando per NetworkManager
- Sostituzione di F-Spot con Shotwell

### Fedora 14
Fedora 14 (Laughlin) è stata pubblicata il giorno 2 novembre 2010.
Caratteristiche:
- Kernel 2.6.35
- GCC 4.5
- GNOME 2.32
- KDE 4.5.2
- X.org server 1.9
- Mesa 7.9
- Python 2.7
- Perl 5.12
- Netbeans 6.9
- Eclipse 3.6.1 (Helios)
- Apache (httpd) 2.2.16

Novità:
- introdotto il compilatore per il linguaggio D

### Fedora 15
Fedora 15 (Lovelock) è stata pubblicata il giorno 24 maggio 2011.
Caratteristiche principali:
- Kernel 2.6.38.6
- GNOME 3.0
- KDE 4.6
- XFCE 4.8
- GCC 4.6
- Libreoffice 3.3.2.2

Novità:
- introdotto Systemd (system and session manager)
- introdotto Dynamic Firewall

### Fedora 16
Fedora 16 (Verne) è stata pubblicata il giorno 8 novembre 2011.
Caratteristiche principali:
- Kernel Linux 3.1.0
- GNOME 3.2
- KDE 4.7.2
- XFCE 4.8
- GCC 4.6.2
- Libreoffice 3.4.4.2

Novità:
- introdotto GRUB2
- rimosso HAL
- introdotto linguaggio di programmazione D2

### Fedora 17
Fedora 17 (Beefy Miracle) è stata pubblicata il giorno 29 maggio 2012.
Caratteristiche principali:
- Kernel Linux 3.3.7
- GNOME 3.4.1
- KDE 4.8.3
- Xfce 4.8
- LXDE 0.5
- GCC 4.7.0
- Libreoffice 3.5
- Gimp 2.8
- OpenJDK 7 (versione opensource di Java 7)

### Fedora 18
Fedora 18 (Spherical Cow) è stata rilasciata il giorno 15 gennaio 2013, con oltre due mesi di ritardo.
Caratteristiche principali:
- Gnome 3.6
- KDE 4.9
- Xfce 4.10
- Mate
- Nuova InstallerUI (Anaconda)
- Secure Boot
- FedUp, nuovo tool di aggiornamento
- firewalld sostituisce iptables come firewall di default
- DNF (package maintainer sperimentale)
- Apache 2.4
- Samba 4
- Python 3.3
- Terminali a 256 colori

### Fedora 19
Fedora 19 ("Schrödinger's Cat"), è stata rilasciata il giorno 2 luglio 2013.
Novità principali:
- Ulteriori miglioramenti al nuovo installer Anaconda
- Una nuova applicazione di configurazione iniziale
- Sostegno al checkpoint di applicazioni attraverso CRIU
- Desktop predefinito aggiornato a GNOME 3.8
- Aggiornato KDE (4.10) e MATE (1.6)
- MariaDB ha sostituito MySQL
- GCC è stato aggiornato alla versione 4.8
- RPM Package Manager è stato aggiornato alla versione 4.11
- Include il nuovo strumento di Assistenza per Sviluppatori
- Numerosi miglioramenti a firewalld e systemd
- Migliorato il supporto cloud, compresa una migliore compatibilità con Amazon EC2

### Fedora 20
Fedora 20 ("Heisenbug"), è stata pubblicata il 17 dicembre 2013. Coincide con il decimo anniversario di Fedora.
È stata interamente dedicata a Seth Vidal, scomparso lo scorso 8 luglio, che per anni ha contribuito allo sviluppo di Fedora e della sua infrastruttura. È anche il padre di Yum, il gestore pacchetti che tutti utilizziamo quotidianamente.
Le principali novità sono:
- Gnome 3.10
- KDE 4.11
- ARM è considerata architettura primaria
- Miglioramenti Cloud e Virtualizzazione
- Ruby 4.0
- Sostituzione dei frontend gnome-packagekit con una nuova applicazione per l'installazione, provvisoriamente denominata GNOME Software

### Fedora 21
Fedora 21 è stata rilasciata 9 dicembre 2014
La nuova edizione di questo sistema operativo vede diverse novità relative all'organizzazione del processo di sviluppo: non viene più rilasciata un'unica versione, bensì tre diversi prodotti, ognuno dei quali rappresenta una fetta dell'utenza di Fedora: Workstation, Cloud e Server.
Le principali novità sono:
- Gnome 3.14
- L'introduzione di Wayland (non abilitato di default)

### Fedora 22
Fedora 22 è stato pubblicata il 26 maggio 2015.
Le principali novità sono:
- GNOME 3,16
- DNF prende il posto di Yum
- Wayland diventa il server grafico predefinito sostituendo Xorg

### Fedora 23
Fedora 23 è stato pubblicata il 3 novembre 2015
Le principali novità sono:
- Gnome 3.18
- LibreOffice 5
- Python 3

### Fedora 24
Fedora 24 è stato pubblicato il 17 maggio 2016
Le principali novità sono:
- GNOME 3.20
- Risolti i bug di Anaconda, legati per la gestione degli array di dischi cifrati
- Un nuovo sfondo di default
- Al primo avvio, dopo la classica configurazione guidata di sistema, viene ora mostrato un tutorial sul funzionamento di GNOME.

### Fedora 25
Fedora 25 è stato pubblicato il 22 novembre 2016
Le principali novità sono:
- Cambiamento del server grafico, a Wayland display system
- Aggiornamento del set di caratteri Unicode, versione 9
- Aggiornamenti degli strumenti di sviluppo di default: PHP 7.0 e NodeJS 6

### Fedora 26
Fedora 26 è stato pubblicato il 11 luglio 2017
Le principali novità sono:
- GNOME 3.24
- Aggiornamenti degli strumenti di sviluppo: GCC 7, Golang 1.8 e Python 3.6
- Aggiunto un nuovo strumento di partizionamento in Anaconda
- Aggiornamento del gestore dei pacchetti DNF, alla versione 2.5

### Fedora 27
Fedora 27 è stato pubblicato il 14 novembre 2017
Le principali novità sono:
- GNOME 3.26.2
- KDE Plasma 5.10.5
- LibreOffice 5.4
- Firefox 57
- RPM 4.14
- Aggiornamento degli strumenti di sviluppo: Java 9 (openjdk9), Golang 1.9
- Sostituzione del gestore dei pacchetti, dnfdragora che rimpiazza Yumex-DNF

### Fedora 28
Fedora 28 è stato pubblicato il 1 maggio 2018
Le principali novità sono:
- GNOME 3.28
- GNOME Foto ha sostituito Shotwell.
- Miglioramenti alla gestione della batteria

### Fedora 29
Fedora 29 è stato pubblicato il 30 ottobre 2018.
Le principali novità sono:
- Introduzione di Fedora Modularity
- GNOME 3.30
- ZRAM sulle immagini ARM

### Fedora 30
Fedora 30 è stato pubblicato il 07 maggio 2019.
Le principali novità sono:
- GNOME 3.32
- GCC 9
- Bash 5.0
- PHP 7.3

### Fedora 31
Fedora 31 è stato pubblicato il 29 ottobre 2019.
Le principali novità sono:
- Abbandono del supporto ai processori a 32bit
- GNOME 3.34
- Supporto migliorato per i system-on-a-chip Rockchip
- Primo supporto per il driver panfrost per GPU Mali

### Fedora 32
Fedora 32 è stato pubblicato il 28 aprile 2020.
Le principali novità sono:
- GNOME 3.36
- Nuova versione Comp Neuro Lab per la neuroscienza
- Supporto migliorato per dispositivi Pine64, NVidia Jetson 64 bit e SOC Rockchip.

### Fedora 33
Fedora 33 è stato pubblicato il 27 ottobre 2020.
Le principali novità sono:
- GNOME 3.38

### Fedora 34
Fedora 34 è stato pubblicato il 27 aprile 2021.
Le principali novità sono:
- GNOME 40

### Fedora 35
Fedora 35 è stato pubblicato il 2 novembre 2021.
Le principali novità sono:
- GNOME 41

### Fedora 36
Fedora 36 è stato pubblicato il 10 maggio 2022.
Le principali novità sono:
- GNOME 42
- Kernel Linux 5.17

### Fedora 37
Fedora 37 è stato pubblicato il 15 novembre 2022.
Le principali novità sono:
- GNOME 43
- Kernel Linux 6.0

### Fedora 38 (ancora supportata)
Fedora 38 è stato pubblicato il 18 aprile 2023.
Le principali novità sono:
- GNOME 44
- Kernel Linux 6.2

### Fedora 39 (ancora supportato)
Fedora 39 è stato pubblicato il 7 novembre 2023.
Le principali novità sono:
- GNOME 45
- Kernel Linux 6.5

### Fedora 40 (versione attuale)
Fedora 40 è stato pubblicato il 23 aprile 2024.
Le principali novità sono:
- GNOME 46
- KDE Plasma 6
- Kernel Linux 6.8

## Linea temporale dei rilasci
Unable to compile EasyTimeline input:

Timeline generation failed: 1 error found

Line 22:    at:15/03/2025 color:today width:0.1

- LineData attribute 'at' invalid.

```
 Date '15/03/2025' not within range as specified by command Period.

```